# Розпилення

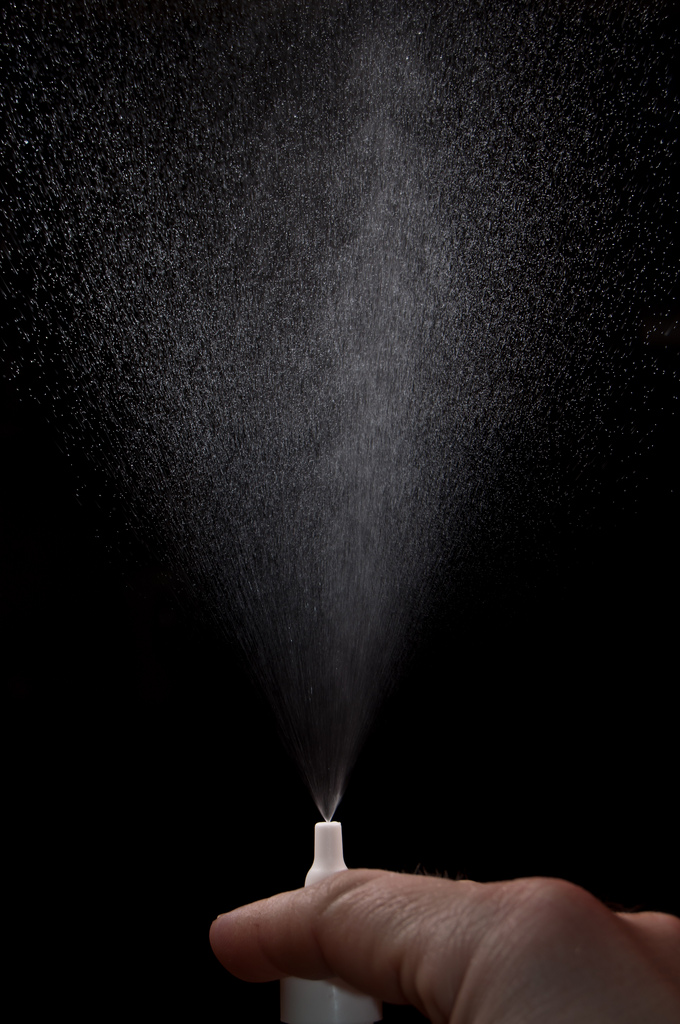
Смолоскип розпилу

Розпи́лення (англ. spraying) — процес дроблення струменя або плівки рідини на велике число крапель і розподіл їх у просторі (об'ємі апарату).

## Основні поняття
Пристрої, що забезпечують дроблення рідини, називають розпилювачами, а потік крапель — розпилом. Сформовану систему крапель рідини, що покинула розпилювач, прийнято називати газорідинним смолоскипом або смолоскипом розпилу.

## Загальні принципи розпилення
Розпад рідини на краплі залежить від режиму її витікання з отвору розпилювача. При малій відносної швидкості рідини і навколишнього газу після розпилювача утворюється суцільний струмінь або плівка. При збільшенні швидкості струмінь починає розпадатися на окремі краплі, а довжина суцільної ділянки скорочується. При подальшому збільшенні швидкості настає дроблення у безпосередній близькості від пристрою розпилення. Цей режим і прийнято вважати розпиленням.

## Характеристики процесу розпилювання
Для кількісної оцінки параметрів смолоскипа розпилу введені такі характеристики.
Дисперсні характеристики, що визначають смолоскип як деяку сукупність частинок різних розмірів. Вони включають диференціальні (частотні) та інтегральні (сумарні) криві розподілу числа (поверхні, маси) крапель за діаметрами; середній діаметр крапель; питому поверхню крапель та іноді, критерій гомогенності, що показує ступінь однорідності розпилу.
В інженерній практиці для визначення дисперсних характеристик використовують емпіричні (найчастіше критеріальні) рівняння, отримані при узагальненні експериментальних матеріалів для кожної конструкції або для класу розпилювачів.
Характеристики розподілу відображають профіль питомих потоків рідини по перетину смолоскипа. До них належать коефіцієнти радіальної та колової нерівномірності. Перший показує, наскільки розподіл щільності зрошення (відношення витрати рідини до площі, перпендикулярної до руху крапель) відрізняється від ідеально рівномірного, а другий дозволяє оцінити, наскільки смолоскип розпилу є симетричним відносно осі.
Коефіцієнт нерівномірності значною мірою визначається характером розподілу щільності зрошення по перерізу смолоскипа. З усього різноманіття розподілів щільності, що зустрічаються на практиці можна виділити три типових види. Розподіл, в якому щільність зрошування є максимальною на осі і монотонно спадає до периферії смолоскипа (характерний для смолоскипів, що утворюються при руйнуванні суцільних струменів, тому носять назву струменевих). Розподіл, при якому щільність зрошування має провал на осі, потім зростає до максимуму і після цього монотонно спадає, спостерігається при розпаді порожнистої конічної плівки, що утворюється внаслідок закручування рідини в розпилювачі (характерний для відцентрових форсунок і називають відцентровим).. Всі проміжні варіанти розподілів щільності зрошення називають відцентрово-струменевим, оскільки вони характерні для відцентрово-струменевих форсунок.
Характеристики форми дозволяють визначити габарити смолоскипа на заданій відстані h від розпилювача. До них належать кореневий кут смолоскипа {\displaystyle \beta =2artg\left({\frac {0,5d}{h}}\right)}, діаметр d смолоскипа на відстані h і далекобійність смолоскипа. При вертикальному смолоскипі за далекобійність приймають висоту H99, на яку піднімається не менше 99% всієї рідини, а при горизонтальному — відстань Lф від кромки розпилювача до перпендикуляра, поставленого з точки перетину центральної лінії смолоскипа з контрольною площиною.
Гідродинамічні параметри, які включають швидкості крапель і газу в будь-якому перетині смолоскипа. Вони необхідні для розрахунку тепло-масообмінних процесів, що протікають в розпилах і визначаються початковою швидкістю і розміром крапель, формою смолоскипа, а також властивостями газового середовища.
Енергетичні характеристики використовуються для оцінки економічності способу розпилювання або розпилювача. Підведена до розпилювача енергія Е витрачається: на подолання сил поверхневого натягу при розпаді струменя (плівки) рідини на краплі — енергія розпилювання Eр; на надання рідині поступального руху — гідравлічна енергія Eг; на подолання сил тертя в розпилювачі і дисипацію енергії в потоці — енергія втрат Eв. Таким чином, E = Eр + Eв + Eв. Відношення μ = Eр/E називають ККД розпилення.

## Види розпилення
Відповідно до класифікації видів розпилення виділяють за такими ознаками: механічне розпилення, гідравлічне, пневматичне, акустичне, електростатичне, ультразвукове, пульсаційне, електрогідравлічне, комбіноване та розпилення з попереднім газонасиченням.

### Гідравлічне розпилення
Основним енергетичним фактором, що приводить до розпаду рідини на краплі, є тиск нагнітання. Проходячи через розпилювальний пристрій, рідинної потік, по-перше, набуває досить високої швидкості і, по-друге, перетворюється у форму, що сприяє швидкому та ефективному розпаду (струмінь, плівка, великі частки, залежно від приналежності розпилювача до того чи іншого класу).
Гідравлічне розпилення є найекономічнішим за споживанням енергії (2-4 кВт на диспергування 1 т рідини), проте створюваний при цьому розпил — досить грубий і неоднорідний, утрудненими є регулювання витрати при заданій якості дроблення, а також розпилення високов'язких рідин. У той же час цей спосіб є поширеним внаслідок порівняльної його простоти.

### Механічне розпилення
При цьому способі рідина отримує енергію внаслідок тертя об робочий елемент, що швидко обертається. Набуваючи разом з робочим елементом обертального руху, вона під дією відцентрових сил зривається з розпилювача (у вигляді плівок або струменів) і дробиться на краплі.
До переваг цього способу слід віднести можливість розпилювання високов'язких і забруднених рідин та можливість регулювання продуктивності розпилювача без істотної зміни дисперсності. Недоліками є те, що обертові розпилювачі є дорогими, складними у виготовленні та експлуатації, енергоємні (15 кВт на диспергування 1 т рідини). Механічне розпилення використовують головним чином для дроблення в'язких рідин і суспензій.

### Пневматичне розпилення
При такому способі диспергування енергія підводиться до рідини головним чином у результаті динамічної її взаємодії з високошвидкісним потоком газу (розпилювальним агентом). Завдяки великій відносній швидкості потоків в розпилювачі або за його межами рідина спочатку розшаровується на окремі нитки, які потім розпадаються на краплі.
До переваг пневматичного способу належать невелика (у той час як при гідравлічному способі вона істотна) залежність якості розпилювання від витрати рідини, надійність в експлуатації, можливість розпилювання високов'язких рідин. Недоліками є підвищена витрата енергії на розпилювання (50-60 кВт на 1 т рідини), потреба у розпилювальному агенті та в обладнанні для його подавання.

### Акустичне розпилення
Цей вид розпилення у багато в чому схожий з пневматичним. Рідина отримує енергію при взаємодії з потоком газу. Однак при цьому, на відміну від пневматичного розпилювання, газу надаються коливання ультразвукової частоти, що за інших рівних умов забезпечує тонше та однорідніше дроблення.
Цей спосіб розпилювання економічніший і перспективніший, ніж пневматичне диспергування, проте конструкції акустичних розпилювачів є дещо складнішими, ніж пневматичних.

### Електростатичне розпилення
За цим способом рідині ще до її витікання або в момент витікання надають електростатичний заряд. Під дією кулонівських сил струмінь (плівка) рідини розпадається на краплі таких розмірів, при яких сили взаємного відштовхування крапель врівноважуються силами поверхневого натягу.
Можливий і інший варіант, коли рідину подають в область сильного електростатичного поля, під дією якого на поверхні рідини відбувається деякий перерозподіл тиску. Це викликає деформацію струменя і розпадання його на краплі.
Недоліками електростатичного розпилювання є потреба в дорогому обладнанні, його висока енергоємність, мала продуктивність і складність обслуговування. Цей метод знаходить застосування в деяких розпилювальних сушарках і при фарбуванні методом розпилювання.

### Ультразвукове розпилення
Рідина подається на елемент п'єзоелектричного або магнетострикційного генератора, що коливається з ультразвуковою частотою і зривається з нього у вигляді дрібних крапель.
Недоліками п'єзоелектричних і магнетострикційних розпилювачів є мала продуктивність (від 0,5 до 6 кг/год) і необхідність складного та дорогого устаткування.

### Пульсаційне розпилення
Відмінною особливістю даного способу є накладення пульсацій тиску або витрати (частіше — і того, й іншого) на потік рідини, що розпилюється. Додаткові коливання рідинної плівки (або струменя), що виникають при цьому сприяють збільшенню поверхневої енергії, швидкій втраті стійкості потоку і, як наслідок, тоншому диспергуванню.
Пульсаційне розпилення може поєднуватися з будь-яким з розглянутих вище способів. При цьому до переваг того чи іншого способу додається підвищення якості та однорідності дроблення, що відбувається у ряді випадків без збільшення енерговитрат і при незначному ускладненні конструкції розпилювачів.

### Розпилення з попереднім газонасиченням
За цим способом рідину перед подачею в розпилювач або безпосередньо в самому розпилювачі насичують газом. Розподілений в рідині у вигляді бульбашок газ стискається до її тиску і частково розчиняється. При цьому зростає і поверхнева енергія потоку. Зростання енергії, а також швидке розширення бульбашок і десорбція газу при виділенні рідини з розпилювача призводять до її розпаду на дрібніші, ніж за умов звичайного гідравлічного розпилювання, краплі.

### Електрогідравлічне розпилення
За цим способом потокові рідини надається додаткова енергія за рахунок високовольтного електричного розряду (пробою рідини) в порожнині розпилювача. У плазмовому шнурі, що утворюється, спостерігається стрибок температури до декількох тисяч градусів і стрибок тиску до декількох тисяч атмосфер. Відбувається викид високошвидкісного потоку крапель, які наздоганяють і додатково дроблять частинки, що покинули розпилювач в період між імпульсами. Крім того, ефекти, що супроводжують розряд (ударна хвиля, кавітація) тривають практично весь проміжок часу між імпульсами і також призводять до дроблення рідини, що покидає розпилювач за цей час.

### Комбіновані методи розпилення
Поєднання декількох перерахованих вище способів розпилювання дозволяє отримати такі характеристики розпилювання, які неможливо забезпечити застосуванням кожного з них окремо. Наприклад, поєднання пневматичного і гідравлічного методів (пневмо-гідравлічне розпилення) дозволяє отримати розпил з дисперсними характеристиками, що не поступаються отриманим при пневматичному розпилюванні, але при значно менших витратах енергії. Будь-який із згаданих способів розпилювання може виявитися найекономічнішим для конкретних умов виробництва та вимог до якості і дисперсності готового продукту.